# Kanton La Rochelle-3
Kanton La Rochelle-3 (fr. Canton de La Rochelle-3) je francouzský kanton v departementu Charente-Maritime v regionu Poitou-Charentes. Kanton tvoří část města La Rochelle.